# NGC 5031
NGC 5031 (również PGC 46006) – galaktyka spiralna (S0-a), znajdująca się w gwiazdozbiorze Panny. Odkrył ją Edward Singleton Holden 17 marca 1881 roku.